# Organización municipal de la provincia de Corrientes
En la provincia de Corrientes en Argentina el régimen municipal es ejercido por gobiernos locales denominados municipios. 
Los municipios cuentan con un área urbana y un área rural y por el sistema de ejidos colindantes cubren todo el territorio provincial. En agosto de 2025 existen 25 departamentos y 77 municipios. Existe un área en litigio dentro del departamento Capital entre los municipios de la ciudad de Corrientes y de Riachuelo, que recibe servicios del primero y legalmente es parte del segundo.

## Los municipios en la Constitución de la Nación Argentina
La organización municipal estuvo contemplada en la Constitución de la Nación Argentina desde su primera promulgación el 1 de mayo de 1853, expresando en su artículo 5 que cada provincia debía dictar una constitución que asegurara su régimen municipal. Sin embargo, no estaba claro si los municipios debían ser autónomos o autárquicos hasta la sentencia del 21 de marzo de 1989 de la Corte Suprema de Justicia de la Nación Argentina (Caso Rivademar), que interpretó que los municipios eran constitucionalmente autónomos.
Esta sentencia fue contemplada en la reforma de la Constitución de la Nación Argentina según el texto sancionado el 22 de agosto de 1994:

Art. 123. Cada provincia dicta su propia Constitución, conforme a lo dispuesto por el Art. 5 asegurando la autonomía municipal y reglando su alcance y contenido en el orden institucional, político, administrativo, económico y financiero.

## Los municipios en la constitución de la provincia de Corrientes

### Antecedentes
Luego de que Corrientes se separara de la República de Entre Ríos, el reglamento provisorio constitucional sancionado el 11 de diciembre de 1821 restableció el cabildo de Corrientes con el nombre de municipalidad. Pero su reforma sancionada el 22 de septiembre de 1824 dispuso:

Art. 1. Queda extinguido el Cuerpo Municipal desde el día 1º de Enero de 1825.

La constitución provincial sancionada el 14 de agosto de 1838 ignoró el régimen municipal.
El reglamento provisorio constitucional sancionado el 25 de septiembre de 1856 estableció:

Art. 61. Se reestablece las Municipalidades o Cabildos en la forma, extensión, límites y atribuciones judiciales, administrativas y económicas que les designe una ley especial que dicte el congreso de la Provincia.
(...)
 2.- Su extensión a todo el territorio de la Provincia, debiendo haber en cada cabeza de departamento una junta comunal compuesta cuando menos de tres vecinos sin perjuicio de los agentes o auxiliares que tendrá cada cuartel, distrito o partido donde la población la exigiere.

El 25 de mayo de 1864 fue sancionada la reforma del reglamento provisorio constitucional, estableciendo:

Art. 88. Se establece en la Provincia la institución de las Municipalidades; cuyo régimen, atribuciones y objetos serán reglados por la Ley.

El 25 de mayo de 1889 fue sancionada la reforma del reglamento provisorio constitucional de 1864, estableciendo:

Art. 179. El territorio de la Provincia se dividirá en Departamentos, al efecto de su administración interior, la que estará a cargo de Municipalidades o de Comisiones Municipales. Habrá Municipalidades, la que se compondrá de un Departamento Ejecutivo y de otro Deliberante, en todo centro de población que tenga lo menos siete mil habitantes y Comisiones Municipales en los demás.
 (...)
 1ª El número de los miembros del Consejo Deliberante será fijado en relación a la población del Departamento, no pudiendo ser menor de siete, ni mayor de quince. Cuando en un mismo Departamento existieren dos o mas centros de población, la Legislatura fijará los límites territoriales de cada uno, a los efectos de la disposición anterior.

La Constitución de la Provincia de Corrientes fue sancionada el 31 de octubre de 1913, estableciendo:

Art. 158. A los efectos del régimen municipal, cada centro de población de la Provincia, constituirá un municipio, cuyos límites fijará la ley.
Art. 159. El régimen municipal comprende: las municipalidades autónomas, las comisiones municipales y las comisiones de fomento. Tendrá Municipalidad autónoma todo centro de población cuya renta no baje de cien mil pesos moneda nacional y cuya población sea de diez mil habitantes por lo menos; Comisión Municipal, aquel cuya renta no baje de diez mil pesos moneda nacional y su población de cuatro mil habitantes; y Comisión de Fomento los demás centros. A los efectos de la determinación de la renta, se tomará el promedio del último quinquenio.
(...)
 1ª El número de miembros del Concejo Deliberante será fijado por la ley en relación a la población y renta del municipio, no pudiendo ser menor de siete ni mayor de doce. Cuando en un mismo departamento existieren dos o más centros de población, la Legislatura fijará los límites de cada uno, a los efectos de lo dispuesto en el párrafo anterior

Una convención constituyente nacional sancionó un constitución el 16 de marzo de 1949 que autorizó como disposición transitoria por única vez a las legislaturas provinciales a constituirse en convenciones y reformar sus constituciones. La reforma constitucional provincial fue sancionada el 30 de mayo de 1949 y estableció:

Art. 119. A los efectos del régimen municipal, cada centro de población de la Provincia, constituirá un municipio, cuyos límites fijará la ley.
 Art. 120. El régimen municipal comprende: las municipalidades autónomas, las comisiones municipales y las comisiones de fomento. La ley determinará qué condiciones deben reunir los centros poblados a efectos de determinar el régimen aplicable, conforme al orden de prelación establecido en este artículo.
(...)
 Art. 123. La Ley organizará las Comisiones Municipales y las de Fomento conforme a las siguientes bases: 1) Las Comisiones Municipales se compondrán de un Comisionado Municipal elegido por el Poder Ejecutivo y de un número de miembros presidio por el Comisionado, no menor de tres ni mayor de siete. Durarán tres años en sus funciones. Pueden ser reelectos. Los miembros de las comisiones municipales serán elegidos y se renovarán conforme a lo dispuesto en el Art. 121. Los miembros de las comisiones de fomento serán designados por el Poder Ejecutivo.
(...)
 Art. 128. En la ciudad capital, la legislatura hará de Concejo Deliberante.

Luego de la Revolución Libertadora el 21 de septiembre de 1955 asumió en Corrientes un interventor militar que dejó sin efecto la reforma de 1949 restableciendo la de 1913.
El 22 de septiembre de 1960 fue sancionada la reforma constitucional del texto de 1913, estableciendo:

Art. 156. Están comprendidos en el Régimen Municipal de la Provincia, todos los centros de población que cuenten con más de quinientos habitantes. La Legislatura debe fijar la jurisdicción territorial de cada municipio, pudiendo extenderlas sobre la totalidad del Departamento en que esté ubicado. Puede autorizar igualmente, la formación y modo de funcionamiento de Municipios Rurales, integrados por agrupaciones humanas que individualmente no alcancen este límite o por la adición de varias, teniendo en cuenta su proximidad, comunidad de problemas y demás condiciones que se determinen al efecto.
 Art. 157. La ley debe establecer tres clases de Municipios, de acuerdo al número de habitantes, a saber: Municipios de primera categoría, los de más de quince mil habitantes; Municipios de segunda categoría, los más de cinco mil y menos de quince mil habitantes; Municipios de tercera categoría, los de más de quinientos y menos de cinco mil habitantes.
 Art. 159. El gobierno de los municipios de segunda y tercera categoría se ejerce por Concejos Municipales electivos. La ley determina el número de sus integrantes, que no pueden exceder de nueve en los de segunda categoría y cinco en los de tercera categoría, teniendo en consideración la importancia de cada Municipio.

El 12 de febrero de 1993 fue sancionada y promulgada una nueva reforma constitucional, que mantuvo los artículos 156 y 157 y modificó lo siguiente:

Art. 158. (...) La Ley determina el número, siempre impar de miembros del Concejo Deliberante, de acuerdo a la cantidad de habitantes del municipio. Los municipios de primera categoría deben dictarse su propia Carta Orgánica, conformándose con esta Constitución (...)
 Art. 159. El gobierno de los municipios de segunda y tercera categoría se ejerce por un Departamento Ejecutivo, cuyo titular es una persona con el título de Intendente Municipal; y por un Departamento Legislativo denominado Concejo Municipal. Los municipios que tengan más de cuatro mil habitantes pueden optar entre dictar su propia Carta Orgánica en la forma establecida en el artículo anterior, o regir por las disposiciones de la Ley Orgánica Municipal; los municipios de menos de cuatro mil habitantes se rigen por dicha ley.

### Reforma constitucional de 2007, constitución vigente
La reforma de la constitución provincial que fue promulgada el 8 de junio de 2007 amplió la autonomía a todos los municipios, eliminando las categorías y los municipios rurales.

Art. 216. Esta Constitución reconoce la existencia del municipio como una comunidad de derecho natural y sociopolítica, fundada en relaciones estables de vecindad y como una entidad autónoma en lo político, administrativo, económico, financiero e institucional. Su gobierno es ejercido con independencia de todo otro poder, de conformidad con las prescripciones de esta Constitución y de las Cartas Orgánicas Municipales o de la Ley Orgánica de Municipalidades, en su caso. Ninguna autoridad puede vulnerar la autonomía municipal consagrada en esta Constitución y en caso de normativa contradictoria prevalece la legislación del municipio en materia específicamente local.

Art. 217. Todo centro de población con asentamiento estable de más de mil (1.000) habitantes constituye un municipio. La Legislatura puede crear un nuevo municipio cuando el centro poblacional supere los mil (1.000) habitantes conforme al último censo nacional. La misma ley establece la delimitación territorial del municipio a crearse y los recursos que le correspondan. Los centros de población que no reúnan los requisitos para ser municipio son organizados conforme a las disposiciones de la Carta Orgánica del municipio cabecera de la jurisdicción territorial en la que se hallen incluidos, pudiendo elegirse un delegado o una comisión con representación popular.

Art. 218. La ley establece la jurisdicción territorial de cada municipio. Debe procurar extender la prestación de servicios y el ejercicio de sus facultades a la totalidad de su jurisdicción.
Asimismo, en municipios con más de cincuenta mil (50.000) habitantes pueden establecerse jurisdicciones territoriales internas, con la finalidad de facilitar la prestación de servicios y garantizar una adecuada representatividad de los vecinos.

Art. 219. Los municipios tienen el derecho de establecer su propio orden normativo mediante el dictado de Cartas Orgánicas sancionadas por una Convención Municipal, que deben asegurar los principios del régimen democrático, representativo y participativo, y demás requisitos que establece esta Constitución. Mientras los municipios no dicten sus Cartas Orgánicas se rigen por la Ley Orgánica de Municipalidades.

Art. 220. El gobierno municipal es ejercido por un Departamento Ejecutivo y un Departamento Legislativo. El Departamento Ejecutivo está a cargo de una persona con el título de Intendente, elegido por el cuerpo electoral del municipio en distrito único y en forma directa a simple pluralidad de sufragios. De igual forma se elige en fórmula un Viceintendente. Ambos duran cuatro (4) años en su cargo, pudiendo ser reelectos por un solo mandato consecutivo. Pueden ser removidos por juicio político o revocatoria popular. El Departamento Legislativo es desempeñado por un órgano colegiado denominado Concejo Deliberante. La Presidencia del Concejo Deliberante es ejercida por el Viceintendente, que sólo vota en caso de empate, o por un Concejal electo de su seno, conforme determine la Carta Orgánica.

Art. 227. Los municipios pueden crear microrregiones para desarrollar materia de competencia propia o delegada a nivel intermunicipal y supramunicipal y establecer organismos con facultades para el cumplimiento de esos fines. La participación en microrregiones es voluntaria. Las relaciones intermunicipales y supramunicipales pueden involucrar sujetos públicos, privados y del tercer sector, y organismos internacionales.

Disposiciones transitorias:

Decimoquinta. Los municipios existentes a la fecha de sanción de esta Constitución continúan revistiendo el carácter de tales.
 Decimosexta. La Ley Orgánica de Municipalidades debe ser adecuada al mandato de esta Constitución y los municipios deben sancionar o adecuar sus Cartas Orgánicas, en caso necesario, antes de la finalización del año 2008.

### Alcance de la autonomía institucional
La Constitución de la Provincia de Corrientes reconoce a todos los municipios el derecho a obtener la autonomía institucional mediante la sanción de una carta orgánica. La constitución establece que los municipios con carta orgánica deben tener un gobierno compuesto por un departamento ejecutivo y otro legislativo. El primero debe ser ejercido por un intendente elegido por el pueblo junto con un viceintendente, que es su suplente. El legislativo debe ser ejercido por un concejo deliberante integrado por concejales también de elección popular, y debe ser presidido por el viceintendente o por un concejal, según lo determine la carta orgánica.

## Ley Orgánica de Municipalidades

### Antecedentes
El 25 de noviembre de 1854 el gobernador Juan Gregorio Pujol (1852-1859) decretó el restablecimiento del régimen municipal en la provincia de Corrientes, sobre la base de las juntas electivas que había establecido en las localidades. El régimen municipal fue establecido mediante ley promulgada el 20 de abril de 1855, reformada en 1858 para que las municipalidades departamentales fueran subalternas de la de la Capital. Esta reforma, sin embargo, no entró en vigencia.
Por dos leyes promulgadas el 29 de agosto de 1863 fueron creados los municipios de la Capital (concejo de 9 miembros) y los de cada departamento de la campaña (Goya, Bella Vista, Empedrado, Esquina, Curuzú Cuatiá, Monte Caseros, Restauración -luego Paso de los Libres-, La Cruz -desde el 31 de julio de 1899 renombrado a San Martín-, Santo Tomé, Mercedes, San Roque, Saladas, San Luis, Yaguareté Corá -Concepción desde el 30 de noviembre de 1870-, Mburucuyá, Itatí, San Cosme -o Ensenadas-, San Miguel, Caá Catí, Lomas -anexado a la Capital el 22 de noviembre de 1902- y Lavalle), con concejos municipales encabezados por el juez de paz. En 1864 fueron instaladas las primeras municipalidades, entre ellas la de la ciudad de Corrientes (31 de enero de 1864), la de Goya (7 de febrero de 1864) y la de Mercedes el 15 de enero de 1865. El 4 de noviembre de 1870 fue creado el departamento Candelaria, con su municipalidad, pero el 22 de diciembre de 1881 fue federalizado como parte del Territorio Nacional de Misiones. El 13 de noviembre de 1872 fue creado el departamento y municipio de Ituzaingó. El 12 de agosto de 1881 fue establecida la municipalidad de Posadas, hasta que por ley nacional n.º 1437 de 30 de julio de 1884 fue incorporada al Territorio Nacional de Misiones. El 27 de octubre de 1881 fue creado el departamento y municipio de Sauce.
Una nueva Ley Orgánica de Municipalidades, la n.º 270 fue sancionada el 6 de noviembre de 1919 luego de la reforma constitucional de 1913. La Ley Orgánica de Municipalidades n.º 1663 promulgada el 22 de julio de 1952 derogó a la ley n.º 270.

Art. 1. La Administración de los municipios estará a cargo de Municipalidades autónomas, Comisiones Municipales y Comisiones de Fomento, de acuerdo con lo que establece la Constitución y la presente Ley.
 Art. 2. De acuerdo a lo establecido en el artículo anterior se declara:
a) Municipalidades autónomas: las de Bella Vista, Curuzú Cuatiá, Esquina, Goya, Mercedes, Monte Caseros, Paso de los Libres y Santo Tomé, y todas aquellas Comunas que en el futuro tuvieren una población superior a los 10.000 habitantes; b) Comisiones Municipales: las de Alvear, Berón de Astrada, Concepción, Empedrado, General Paz, Itatí, Ituzaingó, La Cruz, Mburucuyá, Saladas, Sauce, San Cosme, San Luis del Palmar, San Miguel, Santa Lucía y San Roque, y todos los municipios que en el futuro tuvieren una población mayor de 5.000 habitantes; c) Comisiones de Fomento: las de Bompland, Cecilio Echavarría, Cavaría, Colonia Berón de Astrada, Colonia Carlos Pellegrini, Colonia Libertad, Colonia Liebig’s, Colonia Santa Rosa, Cruz de los Milagros, Garruchos, Gobernador Martínez, Gobernador Virasoro, Herlitzka, Itá Ibaté, Lavalle, Loreto, Mariano I. Loza, 9 de julio, Parada Pucheta, Paso de la Patria, Perugorría, Pedro R. Fernández, Riachuelo, San Carlos, Santa Ana, San Lorenzo, Tapebicuá, Torrent, Yapeyú, Yataití-calle, Yofre y todos los centros poblados que en el futuro tuvieren una población mayor de 1.000 habitantes.
 Art. 4. El radio de acción y jurisdicción de cada uno de los municipios será, no solo la parte urbana, sino que abarcará toda la extensión de sus ejidos o sección quintas y chacras; y sus límites definitivos serán fijados por la Ley. Las secciones rurales de los departamentos de la provincia, serán administrados en la forma que establezca la ley y bajo la dependencia del P. E.

La Ley Orgánica de Municipalidades n.º 2000 promulgada el 28 de septiembre de 1959 estableció:

Art 3. Podrán tener municipalidades autónomas los centros de población cuya renta no baje de cien mil pesos moneda nacional ($ 100.000,00 m/n) y cuya población sea de diez mil habitantes por lo menos; comisiones municipales: aquellas cuya renta no sea inferior a diez mil pesos de igual moneda y su población no menor de cuatro mil habitantes; y comisiones de fomento, las demás. La renta expresada debe ser anual; y para su determinación se tomará el promedio del último quinquenio.
 Art 4. De acuerdo con lo establecido por el artículo anterior confírmanse como:
 a) Municipalidades autónomas: las de Alvear, Bella Vista, Capital, Curuzú Cuatiá, Esquina, Goya, Mercedes, Paso de los Libres, Monte Caseros y Santo Tomé.
 b) Comisiones municipales: las de Berón de Astrada, Concepción; General Paz, Itatí, Ituzaingó, La Cruz, Mburucuyá, Saladas, San Cosme, San Luis del Palmar, San Miguel, Santa Lucía, Sauce, San Roque y Empedrado.
 c) Comisiones de fomento: Las de Bompland, Cecilio Echavarría, Colonia Carlos Pellegrini, Colonia Libertad, Colonia Liebig, Colonia Santa Rosa, Chavarría, Cruz de los Milagros, Garruchos, Gobernador Martínez, Gobernador Virasoro, José R. Gómez, Herlitzka, Itá Ibaté, Lavalle, Libertador, Loreto, Mariano I. Loza, Nueve de Julio, Parada Pucheta, Paso de la Patria, Pedro R. Fernández, Perugorría, Riachuelo, San Carlos, San Lorenzo, Santa Ana, Tapebicuá, Torrent, Yapeyú, Yataití Calle, Yofre y Mocoretá.

Luego de la reforma constitucional de 1960 la Ley Orgánica de Municipalidades n.º 2498 promulgada el 13 de octubre de 1964 estableció:

Art. 1. El Gobierno y la Administración de los intereses y servicios comunales en la Provincia estará a cargo de las municipalidades que deberán instituirse en todo centro de población que cuenten con más de quinientos habitantes, las que funcionan de acuerdo a las prescripciones pertinentes de la Constitución, y a la presente Ley. Créanse asimismo municipios rurales donde existan agrupaciones humanas que no alcancen ese límite, cuando por su evolución, necesidades, proximidad con otros centros análogos u otras circunstancias, conforme los criterios que fija esta Ley.
 Art. 2. Las Municipalidades, representan al respectivo municipio con todos los derechos y obligaciones que le competen, y dentro de las limitaciones de la presente Ley. De acuerdo a lo prescripto en el artículo 157º de la Constitución Provincial, las Municipalidades serán de Primera Categoría, cuando tengan más de quince mil habitantes; de Segunda Categoría los de más de cinco mil habitantes y menos de quince mil habitantes; de Tercera Categoría, los de más de quinientos y menos de cinco mil habitantes.
 Art. 5. Hasta tanto sea fijada la demarcación de las jurisdicciones territorial de cada municipio, y realizado los censos respectivos, quedan reconocidos y clasificados provisoriamente las municipalidades siguientes: DE PRIMERA CATEGORÍA: Municipalidades de Alvear, Bella Vista, Capital, Curuzú Cuatiá, Esquina, Goya, Mercedes, Paso de los Libres, Monte Caseros y Santo Tomé. DE SEGUNDA CATEGORÍA: Municipalidades de Berón de Astrada, Concepción, General Paz, Itatí, Ituzaingó, La Cruz, Mburucuyá, Saladas, San Cosme, San Luis de Palmar, San Miguel, Santa Lucía, Sauce, San Roque, Empedrado.

La ley n.º 3598 sancionada y promulgada el 30 de enero de 1981 modificó parcialmente a la ley n.º 2498 y listó los 61 municipios existentes: Capital, Goya, Curuzú Cuatiá, Paso de los Libres, Mercedes, Esquina, Santo Tomé, Monte Caseros, Bella Vista, Alvear, Sauce, La Cruz, Santa Lucía, Saladas, San Luis del Palmar, Concepción, San Roque, Empedrado, Caá Catí, Mburucuyá, Ituzaingó, Berón de Astrada, Itatí, San Cosme, San Miguel, Gobernador Virasoro, San Carlos, Perugorría, Gobernador Martínez, Mariano I. Loza, Chavarría, Tabay, Felipe Yofre, 9 de Julio, Yapeyú, Garruchos, Pedro R. Fernández, Loreto, San Lorenzo, Colonia Carlos Pellegrini, Itá Ibaté, Paso de la Patria, Santa Ana, Colonia Liebig, Mocoretá, Lomas de Vallejos, Pueblo Libertador, Bonpland, Colonia Libertad, Colonia Santa Rosa, Cruz de los Milagros, Lavalle, Riachuelo, Yataití Calle, Estación Torrent, Palmar Grande, Tapebicuá, Herlitzka, Parada Pucheta, José R. Gómez, Guaviraví.
La ley Orgánica de Municipalidades n.º 4752 promulgada el 30 de diciembre de 1993 modificó el artículo 5 luego de la reforma constitucional de ese año:

Art. 5. Hasta tanto sea fijada la demarcación de las jurisdicciones territoriales de cada municipio, y realizado los censos respectivos, quedan reconocidos y clasificados provisoriamente las municipalidades siguientes. DE PRIMERA CATEGORÍA: Municipalidades de Alvear, Bella Vista, Capital, Curuzú Cuatiá, Esquina, Goya, Mercedes, Paso de los Libres, Monte Caseros, Santo Tomé y Gobernador Virasoro.

### Ley Orgánica de Municipalidades n.º 6042, ley vigente
La Ley Orgánica de Municipalidades n.º 4752 fue derogada al promulgarse una nueva, la n.º 6042 el 14 de abril de 2011, que la adecuó a la reforma constitucional de 2007.

Art. 1. Ámbito de aplicación. La presente Ley será aplicable a los municipios que carezcan de Carta Orgánica y en los que la tuvieran regirá en materias no regladas o con carácter supletorio e interpretativo y como base común del derecho público municipal de la Provincia de Corrientes. (...)

Art. 4. Creación. Son municipios a los fines de esta ley todos aquellos existentes a la fecha de su sanción y aquellos que la Legislatura creare cuando un centro poblacional supere los mil (1.000) habitantes conforme al último Censo Nacional de Población aprobado. La misma ley de creación establecerá la delimitación territorial del nuevo municipio, procurando extender la prestación de servicios y el ejercicio de sus facultades a la totalidad de su jurisdicción.

Asimismo, en municipalidades con más de cincuenta mil (50.000) habitantes pueden establecerse jurisdicciones territoriales internas, con la finalidad de facilitar la prestación de servicios y garantizar una adecuada representatividad de los vecinos.

Los centros de población que no reúnan los requisitos para ser municipalidades, son organizados conforme a las disposiciones de la Carta Orgánica de la municipalidad cabecera de la jurisdicción territorial en la que se hallen incluidas, pudiendo elegirse un delegado o una comisión con representación popular.

Art. 27. Orden normativo. Los municipios tienen el derecho de establecer su propio orden normativo mediante el dictado de Cartas Orgánicas sancionadas por una Convención Municipal, las que deben asegurar los principios del régimen democrático, representativo y participativo y demás requisitos que establece la Constitución de la Provincia.

Art. 28. Gobierno municipal. El gobierno municipal será ejercido por un Departamento Ejecutivo y un Departamento Legislativo.

Art. 30. Composición del Concejo Deliberante. Los Concejos Deliberantes de los municipios que tengan hasta 4.000 habitantes se compondrán de tres (3) Concejales; los que tengan más de 4.000 y hasta 8.000 habitantes, cinco (5) Concejales; los que tengan más de 8.000 y hasta 12.000 habitantes, siete (7) Concejales; los que tengan más de 12.000 y hasta 20.000 habitantes, nueve (9) Concejales y los que tengan más de 20.000 once (11) concejales, a excepción de los que hayan dictado su Carta Orgánica. A tales fines se tendrán en cuenta los resultados del último Censo Nacional de Población aprobado.

## Cronología
Fuente: Consultas de Leyes y Decretos Leyes de la Provincia de Corrientes (enlace roto disponible en Internet Archive; véase el historial, la primera versión y la última).
- Ley promulgada el 29 de agosto de 1863: crea las municipalidades de la Capital y de campaña.
- Ley promulgada el 3 de septiembre de 1878: crea la municipalidad de Mercedes.
- Ley promulgada el 10 de diciembre de 1878: restablece las municipalidades de Caá Catí, Santo Tomé y Empedrado, previamente suprimidas.
- Ley promulgada el 12 de agosto de 1881: dejando establecida la municipalidad de Posadas.
- Ley promulgada el 11 de agosto de 1887: crea una municipalidad en el pueblo de Alvear.
- Ley promulgada el 3 de octubre de 1888: establece en el pueblo del Sauce un concejo municipal.
- Ley n.º 374 promulgada el 6 de julio de 1922: crea la comisión de fomento del pueblo de Yatay en el departamento Lavalle.
- Ley n.º 422 sancionada el 30 de julio de 1923: crea la comisión de fomento de Villa Vuelta Ombú en el departamento de Santo Tomé.
- Ley n.º 446 promulgada el 1 de diciembre de 1923: crea la comisión de fomento del pueblo de Carlos Pellegrini del departamento de San Miguel.
- Ley n.º 487 promulgada el 10 de septiembre de 1924: crea la comisión de fomento del pueblo de Lavalle del departamento de Lavalle.
- Ley n.º 519 promulgada el 25 de junio de 1926: crea la comisión de fomento del pueblo de Bonpland, departamento de Paso de los Libres.
- Ley n.º 541 promulgada el 28 de septiembre de 1926: designa con el nombre de Gobernador Dr. Juan Esteban Martínez al pueblo de Yatay. Designa con el nombre de Gobernador Ingeniero Valentín Virasoro al pueblo de Vuelta Ombú del departamento de Santo Tomé.
- Ley n.º 759 promulgada el 28 de agosto de 1937: declara la autonomía del municipio de Paso de los Libres.
- Ley n.º 865 promulgada el 23 de noviembre de 1939: declara la autonomía de la municipalidad de Bella Vista.
- Ley n.º 892 sancionada el 28 de septiembre de 1940: crea las comisiones de fomento de los pueblos y centros agrícolas de Tapebicuá, Torrent, Herlitzka, Yataytí Calle, Cruz de los Milagros, Cecilio Echevarría y Riachuelo.
- Ley n.º 894 promulgada el 28 de noviembre de 1940: restablece la autonomía municipal para la ciudad de Esquina.
- Ley n.º 906 promulgada el 28 de diciembre de 1940: declara la autonomía del municipio de Santo Tomé.
- Ley n.º 920 promulgada el 30 de diciembre de 1940: declara la autonomía del municipio de Monte Caseros.
- Ley n.º 940 sancionada el 21 de agosto de 1941: crea las comisiones de fomento de Colonia de Berón de Astrada, Colonia Liebig (departamento de Ituzaingó), Sarandí (departamento de Paso de los Libres) y de Colonia Santa Rosa.
- Ley n.º 1044 promulgada el 23 de septiembre de 1942: designa con el nombre de Comandante Cipriano López, al pueblo de Cruz de los Milagros (departamento Lavalle).
- Ley n.º 1092 promulgada el 13 de agosto de 1946: crea la comisión de fomento de Pedro R. Fernández (departamento de San Roque).
- Ley n.º 1453 promulgada el 5 de octubre de 1949: crea la comisión de fomento de la Colonia Oficial Libertad (departamento de Monte Caseros).
- Ley n.º 1689 promulgada el 4 de septiembre de 1952: crea la comisión de fomento en la Colonia Oficial José Rafael Gómez, 3.ª. Sección del departamento Santo Tomé.
- Ley n.º 1700 promulgada el 4 de octubre de 1952: crea la comisión de fomento Mocoretá (departamento Eva Perón).
- Ley n.º 1779 promulgada el 22 de agosto de 1953: crea el Pueblo Libertador (departamento Esquina) y establece que la comisión de fomento de la Colonia Berón de Astrada ejerza sus funciones en el mismo.
- Ley n.º 1835 promulgada el 29 de julio de 1954: aprueba el decreto n.º 163/54 por el que se dispone el cambio de nombre del Paraje Riachuelo por el de Villa Evita.
- Ley n.º 1949 promulgada el 30 de septiembre de 1958: declara la autonomía del municipio de Alvear.
- Ley n.º 1975 promulgada el 23 de julio de 1959: crea la comisión de fomento de Mocoretá (departamento de Monte Caseros).
- Ley n.º 1976 promulgada el 23 de julio de 1959: crea la comisión de fomento de Colonia Tabay (departamento de Concepción).
- Ley n.º 2013 promulgada el 14 de octubre de 1959: crea las comisiones de fomento de Lomas de Vallejos y Palmar Grande.
- Ley n.º 2111 promulgada el 17 de octubre de 1960: crea la comisión de fomento de Parada Pucheta (departamento de Paso de los Libres).
- Ley n.º 3072 promulgada el 25 de octubre de 1972: crea el municipio de 3ª categoría de Guaviraví.
- Ley n.º 3080 promulgada el 5 de diciembre de 1972: eleva a 2ª categoría a la municipalidad de Gobernador Virasoro.
- Ley n.º 3091 promulgada el 28 de diciembre de 1972: crea el municipio de 3ª categoría de San Antonio.
- Ley n.º 4040 promulgada el 9 de octubre de 1985: crea el concejo municipal de Ramada Paso (departamento de Itatí).
- Ley n.º 4242 promulgada el 27 de septiembre de 1988: crea el municipio de 3ª categoría de Tatacuá.
- Ley n.º 4253 promulgada el 7 de octubre de 1988: eleva a 1ª categoría a la municipalidad de Ingeniero Valentín Virasoro.
- Ley n.º 4626 promulgada el 24 de agosto de 1992: crea el municipio de 3ª categoría de Juan Pujol (departamento de Monte Caseros).
- Ley n.º 4636 sancionada el 10 de septiembre de 1992: eleva a 2ª categoría el municipio de Mocoretá.
- Ley n.º 4892 promulgada el 15 de diciembre de 1994: establece que la jurisdicción territorial de las municipalidades de Sauce, Bella Vista, Berón de Astrada, Empedrado, Goya y Mburucuyá se extiende a la totalidad del territorio de sus respectivos departamentos.[26]
- Ley n.º 5071 sancionada el 10 de julio de 1996: crea el municipio de 3ª categoría de Colonia Pando (departamento de San Roque).
- Ley n.º 5279 promulgada el 3 de septiembre de 1998: eleva a 2ª categoría al municipio de Colonia Santa Rosa (departamento Concepción).
- Ley n.º 5422 promulgada el 18 de abril de 2002: eleva a 2ª categoría a la municipalidad de Paso de la Patria, (departamento San Cosme).
- Ley n.º 5452 promulgada el 21 de agosto de 2002: eleva a 1ª categoría al municipio de Saladas.
- Ley n.º 5482 promulgada el 4 de noviembre de 2002: eleva a 2ª categoría al municipio de Mocoretá (departamento de Monte Caseros).
- Ley n.º 5570 promulgada el 15 de julio de 2004: crea el municipio de Villa Olivari (departamento Ituzaingó).
- Ley n.º 5794 promulgada el 17 de septiembre de 2007: crea el municipio de Carolina (departamento Goya).
- Ley n.º 6096 promulgada el 12 de diciembre de 2011: crea el municipio de Tres de Abril (departamento Bella Vista).
- Ley n.º 6104 promulgada el 26 de abril de 2012: crea el municipio de Pago de los Deseos (departamento Saladas).
- Ley n.º 6142 promulgada el 25 de septiembre de 2012: impone el nombre de Garaví al municipio denominado José Rafael Gómez, departamento Santo Tomé.
- Ley n.º 6197 promulgada el 13 de mayo de 2013: crea el municipio de San Isidro (departamento Goya).
- Ley n.º 6339 promulgada el 27 de noviembre de 2014: crea el municipio de El Sombrero (departamento Empedrado).
- Ley n.º 6876 promulgada el 4 de octubre de 2018: crea el municipio de Cecilio Echeverría (departamento Lavalle).
- Ley n.º 6100 promulgada el 29 de noviembre de 2018: crea el municipio de Cazadores Correntinos (departamento Curuzú Cuatiá).
- Ley n.º 6948 promulgada el 5 de noviembre de 2020: crea el municipio de Manuel Derqui (departamento Empedrado).
- Ley n.º 6619 promulgada el 13 de octubre de 2022: crea el municipio de El Caimán (departamento San Miguel).
- Ley n.º 3229 promulgada el 5 de julio de 2023: crea el municipio de Malvinas (departamento Esquina).